# Domoradice (Český Krumlov)
Domoradice (německy Dumrowitz) je část města Český Krumlov v okrese Český Krumlov. Nachází se na severovýchodě Českého Krumlova. Prochází tudy železniční trať České Budějovice – Černý Kříž – Volary/Nové Údolí a silnice I/39. Je zde evidováno 188 adres.
Domoradice leží v katastrálním území Přísečná-Domoradice o rozloze 1,56 km².

## Historie
První písemná zmínka o vesnici pochází z roku 1369.